# Juliette Whittaker
Juliette Whittaker (Laurel, 1º  dicembre 2003) è una mezzofondista statunitense.

## Biografia
Figlia di Paul e Jill Whittaker, entrambi correvano al college. Una di quattro fratelli, sua sorella Isabella Whittaker è una velocista.

## Progressione

### 800 metri piani
| Stagione | Misura     | Luogo       | Data      | Rank. Mond. |
| -------- | ---------- | ----------- | --------- | ----------- |
| 2024     | 1'57"76    | Parigi      | 4-8-2024  |             |
| 2023     | 2'00"05(i) | Albuquerque | 11-3-2023 |             |
| 2022     | 1'59"04    | Eugene      | 25-6-2022 |             |
| 2021     | 2'01"21    | Eugene      | 24-6-2021 |             |
| 2020     | 2'03"01(i) | New York    | 28-2-2020 |             |
| 2019     | 2'05"25    | Greensboro  | 16-6-2019 |             |

## Palmarès
| Anno | Manifestazione  | Sede   | Evento      | Risultato | Prestazione | Note  |
| ---- | --------------- | ------ | ----------- | --------- | ----------- | ----- |
| 2022 | Mondiali U20    | Cali   | 800 m piani | Bronzo    | 2'00"18     |       |
| 2024 | Giochi olimpici | Parigi | 800 m piani | 7ª        | 1'58"50     | [ 2 ] |

## Campionati nazionali
2023
- Eliminata in semifinale ai campionati statunitensi, 800 m piani - 2'11"09

2024
- Bronzo ai campionati statunitensi, 800 m piani - 1'58"45